# Sakari Mattila
Sakari Mattila (Tampere, 14 de julho de 1989) é um futebolista finlandês que atua como meio de campo pelo Fulham.
Antes de chegar no clube inglês, Mattila teve passagens pelo futebol finlandês, italiano e norueguês.